# Lembeksborg
Lembeksborg er en ringborg fra yngre jernalder og vikingetiden ved landsbyen Borgsum på friserøen Før i Sydslesvig. Borgvolden er næsten cirkelrund og er cirka 100 meter i diameter. Højden er i dag cirka 10 meter. I syd ses en port. Ud over den markante vold har Lembeksborg været beskyttet af et moseområde mod nordvest samt af en voldgrav omkring borgen, som nu kun er delvis bevaret. 
Ved udgravninger i 1950'erne fandtes der potteskår fra jernalderen, så der levede menesker på øen før friserne fra syd tog øen i besiddelse. Hovedbebyggelsen stammer fra vikingetiden. I de små udgravningsfelter er der fundet fundamenter af en række mindre huse og en brolagt vej. Husene har haft tørvevægge og trætag. Ved siden af husene fandtes brønde.
Borgens navn skyldes ridderen Claus Limbek. Han levede i 1300-tallet og var blandt hovedmændene i adelens opposition mod Valdemar Atterdag. I 1300-tallet kæmpede Valdemar mod Limbek, som opholdt sig på Lembeksborg. Friserne på Før og de andre øer sluttede sig til kongen og Limbek måtte opgive. 